# Varma-Ava Dorsa
I Varma-Ava Dorsa sono una struttura geologica della superficie di Venere.